# Sochinsogonia clavalis
Sochinsogonia clavalis är en insektsart som beskrevs av Young 1986. Sochinsogonia clavalis ingår i släktet Sochinsogonia och familjen dvärgstritar. Inga underarter finns listade i Catalogue of Life.